# Toenamediagram

Toenamediagram van f(x)=x^{3}-6x^{2}+9x met stapgrootte 1 op het interval [0,4

Het toenamediagram van een functie is een diagram waarin de toenames van de functie in de tijd worden weergegeven. Het diagram kan worden gezien als een vereenvoudigde, discrete, vorm van de grafiek van de afgeleide van de functie. 
Meestal wordt voor een toenamediagram de vorm van een staafdiagram of een histogram gebruikt. In de grafiek wordt op de horizontale as de tijd uitgezet. De lengte van elke staaf representeert dan de toename van een grootheid in een tijdsinterval. De staaf wordt geplaatst aan de rechterzijde van het tijdsinterval.